# Карпенко Кирило Олексійович
Кири́ло Олексі́йович Карпе́нко — молодший сержант підрозділу Національної гвардії України, учасник російсько-української війни, який загинув у ході російського вторгнення в Україну в 2022 році. Старший кулеметник снайперського відділення.

## Життєпис
Народився 24 вересня 1994 року в Чернігові. Закінчив місцеву школу. Згодом поїхав до Чехії, працював бригадиром у будівельній компанії. У вільний час займався спортом, зокрема мав хобі — бодібілдинг.
2018 року хлопець приєднався до лав окремого загону спецпризначення НГУ «Азов». Там одразу зарекомендував себе як відповідальний боєць та надійний побратим. Він швидко вчився та завжди допомагав товаришам. Був у боях на Світлодарській дузі. Згодом пішов вчитися на снайпера.
У 2021 році «Майор» вступив до інституту, встиг скласти першу зимову сесію.
07.03.2022, під час бою з російськими окупантами Кирило зазнав важкого поранення уламками ворожого снаряду. Побратими надали йому першу домедичну допомогу та евакуювали з поля бою.

## Нагороди
- орден «За мужність» III ступеня (2022, посмертно) — за особисту мужність і самовіддані дії, виявлені у захисті державного суверенітету та територіальної цілісності України, вірність військовій присязі.